# 펜실베이니아의 어느 농부가 보낸 편지
《펜실베이니아의 어느 농부가 보낸 편지》(영어: Letters from a Farmer in Pennsylvania)는 펜실베이니아 변호사이자 입법가인 존 디킨슨(1732년~1808년)이 1767년부터 1768년까지 "농부"라는 가명으로 작성하고 출판한 일련의 에세이이다. 이 열두 편의 편지는 13개 식민지 전역에서 널리 읽히고 재인쇄되었으며, 미국 독립 혁명을 앞두고 식민지 주민들을 타운젠드 법에 대항하여 단결시키는 데 중요했다. 많은 역사가들에 따르면, 이 편지들이 식민지에 미친 영향은 1776년 토머스 페인의 상식이 출판될 때까지 비할 데 없었다. 이 편지들의 성공으로 디킨슨은 상당한 명성을 얻었다.
열두 통의 편지는 겸손하지만 박식한 사람, 미국의 킨키나투스로 묘사되는 가상의 농부의 목소리로 쓰여졌으며, "고대 수사학의 관점에서" 매우 체계적인 구성으로 배치되어 있다. 편지들은 영국 헌법이 식민지 무역을 규제할 권한은 있지만 식민지에서 세금을 징수할 권한은 없다는 명확한 헌법적 주장을 제시했다. 이러한 견해는 이후 타운젠드 법에 대한 식민지 반대의 근거가 되었으며, 영국과의 관계에 대한 식민지 사상의 발전에 영향을 미쳤다.:215–216
이 편지들은 온화한 어조로 주목받으며, 식민지 주민들에게 영국 헌법 체제 내에서 해결책을 찾도록 촉구했다. "농부"라는 인물은 디킨슨 이전의 미국 작가들도 채택했던 영국 전원 문학에 기반을 둔 페르소나로, 디킨슨과는 별개로 명성을 얻었으며, 이후 많은 미국 정치 저작물에서 도덕적 미덕의 상징으로 사용되었다.

## 배경

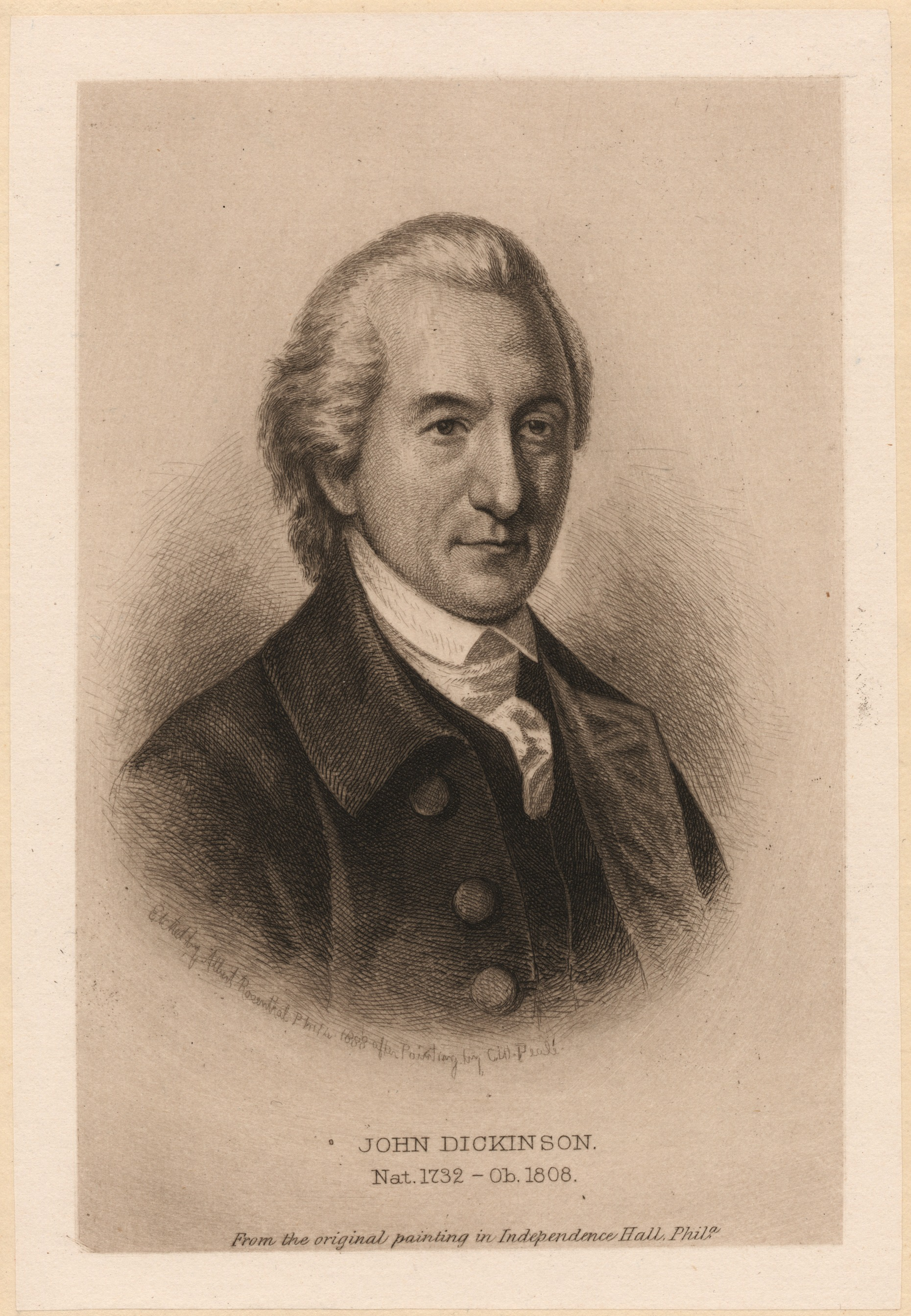
에세이의 저자인 존 디킨슨

1760년대에 영국과 식민지를 묶는 영국 헌법 체계는 명확하게 정의되지 않았다. 영국 내 많은 사람들은 대영 제국의 모든 주권이 영국 의회에 집중되어 있다고 믿었다. 이러한 견해는 블랙스톤의 영국법 주해에 잘 나타나 있는데, 그는 "모든 [정부 형태]에는 최고하고 저항할 수 없으며 절대적이고 통제할 수 없는 권위가 존재해야 하며, 이 권위에 최고 권력, 즉 주권의 권리가 귀속된다"고 명시했다.:201–202 그러나 실제로는 식민지와 개별 입법부는 역사적으로 특히 조세에 있어서 상당한 자율성을 누려왔다.:202–203 1763년 7년 전쟁에서 프랑스에 대한 영국 승리 이후, 영국은 북아메리카와 서인도 제도에 영구적으로 군대를 주둔시키기로 결정했다. 화폐 기반의 통화를 가지고 있었고, 막대한 국가 부채와 영국 내 추가 세금에 대한 반대에 직면한 영국 관리들은 이러한 군대의 유지비를 조달하기 위해 북아메리카 식민지들을 주목했다.:61–62
식민지 내 다양한 인쇄물에 세금을 부과한 인지세법의 통과는 식민지에 내국세를 부과할 수 있는 영국 의회의 권한에 대한 분쟁을 촉발했다. 인지세법은 영국 상품 불매운동을 시작한 미국 식민지 주민들, 불매운동으로 피해를 본 영국 상인들, 그리고 의회의 일부 휘그당 정치인들, 특히 윌리엄 피트의 반대에 직면했다.:111–121 1766년, 새로운 내각의 주도하에 의회는 인지세법을 폐지했다. 그러나 의회는 동시에 식민지에 세금을 부과할 권한을 재확인하는 선언법을 통과시켰다.:120–121 1767년, 의회는 식민지가 수입하는 다양한 상품에 대해 수입 관세를 부과했는데, 이는 타운젠드 법으로 기억된다. 이러한 관세는 의회 권한에 대한 논쟁을 재점화시켰다.:155–163
부유한 필라델피아 변호사이자 펜실베이니아 의회 의원이었던 존 디킨슨은 1765년 인지세법 회의에 참여하여 권리 및 불만 선언을 초안했다.:114 1767년, 타운젠드 법 통과 후, 디킨슨은 그의 가명으로 쓴 편지들에서 식민지에 세금을 부과하는 의회의 권한에 대한 헌법적 문제를 명확히 하고, 타운젠드 법에 반대하기 위해 식민지 주민들에게 온건한 행동을 취하도록 촉구했다. 이 편지들은 펜실베이니아 크로니클에 처음 실린 후, 식민지 전역의 대부분 신문에 재인쇄되었다. 이 편지들은 벤저민 프랭클린이 서문을 쓴 런던에서도 재인쇄되었으며, 파리와 더블린에서도 재인쇄되었다.

## 편지들

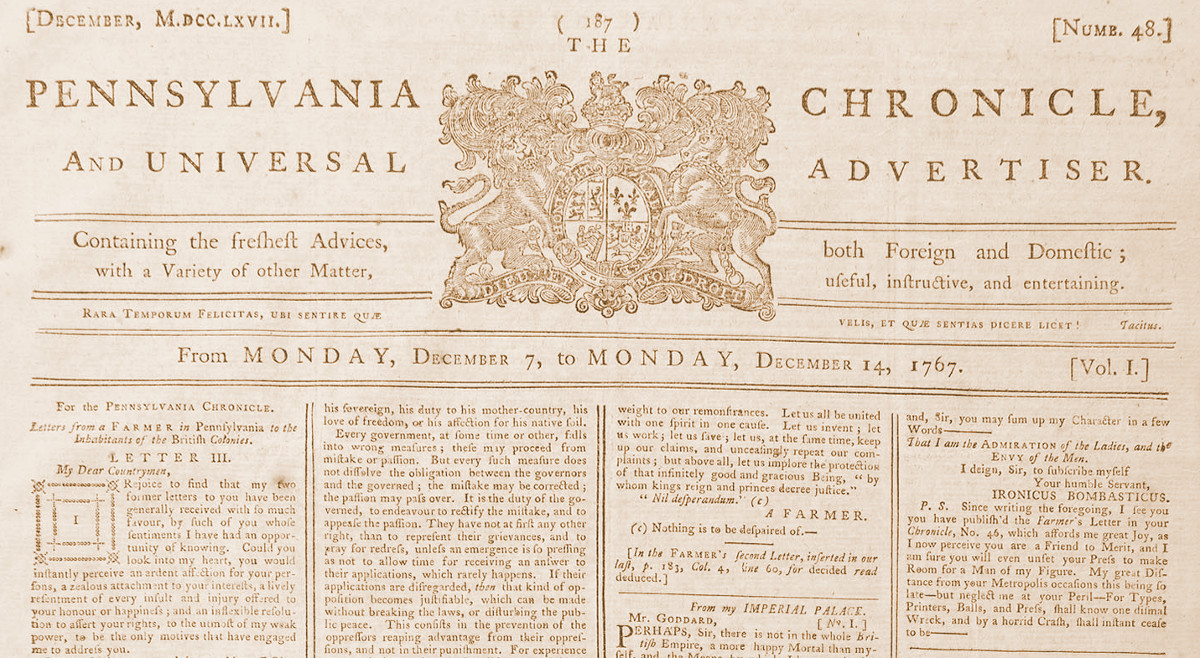
1767년 12월 14일자 펜실베이니아 크로니클에 실린 세 번째 편지의 원본. 편지 내용과 "아이러니쿠스 봄바스티쿠스"의 풍자적인 답변이 함께 보인다.

디킨슨은 1767년까지는 농업과는 거의 관련이 없었다. 첫 번째 편지는 저자를 "다양한 운을 거쳐 펜실베이니아 주의 델라웨어 강변에 정착한 농부"로 소개한다. 독자에게 그가 "내 계급의 사람들이 일반적으로 얻는 것보다 역사와 내 나라의 법률 및 헌법에 대해 더 많은 지식을 어떻게 얻었는지" 설명하기 위해, 저자는 자신의 대부분의 시간을 작은 영지의 도서관에서 보낸다고 알려준다. 그런 다음 저자는 영국 의회와 식민지 사이의 심화되는 위기에 대한 논의로 넘어간다.
디킨슨은 의회가 대영 제국 전체에 관련된 문제에서 권력을 가짐을 인정하면서도, 식민지들은 스스로 세금을 부과할 주권적 권리를 유지한다고 주장했다. 영국 관리들은 부분적으로 벤저민 프랭클린의 조언에 따라,:212–214,337 미국 식민지 주민들이 인지세법과 같은 의회가 부과하는 "내부" 세금은 받아들이지 않겠지만, 수입 관세와 같은 "외부" 세금은 받아들일 것이라고 믿었다.:34 그러나 디킨슨은 의회가 무역 규제가 아닌 수익 증대를 목적으로 식민지에 부과하는 어떤 세금도("내부"든 "외부"든) 위헌이라고 주장했다.:215 디킨슨은 타운젠드 법이 명목상 수입 관세, 즉 "외부" 세금이었지만, 무역 규제보다는 수익 증대를 목적으로 했다고 주장했다.
이러한 주장은 대영 제국의 주권이 분할되어 의회의 권한이 특정 영역(예: 식민지 조세)에서는 제한되고, 식민지 의회와 같은 하위 기관이 다른 영역에서는 주권적 권한을 행사한다는 것을 의미했다. 디킨슨은 또한 의회와 왕실의 권력을 구분하여, 왕실은 식민지 입법을 폐지하고 식민지에서 행정 권한을 행사할 수 있지만 의회는 그렇지 않다고 보았다.:216 이러한 견해는 주권을 중앙 집중적이고 불가분한 권력으로 보는 지배적인 영국 견해와는 크게 달랐으며, 대영 제국이 단일 국가로 기능하지 않는다는 것을 시사했다.:216–217 디킨슨의 편지들이 출판된 후, 대영 제국 내 헌법 질서에 대한 미국 식민지 주민들의 견해는 급변했으며, 식민지에 대한 의회 권력에 대한 거부가 증가하는 양상을 보였다.:216–217
타운젠드 법이 식민지에 부과하는 세금 부담은 작았지만, 디킨슨은 이 관세가 의회가 식민지에 세금을 부과할 수 있다는 원칙을 확립하기 위한 것이라고 주장했다. 디킨슨은 인지세법 위기 이후 의회가 다시 식민지 주민들의 태도를 시험하고 있다고 주장했다. 디킨슨은 의회가 식민지에 세금을 부과할 권리가 확립되고 식민지 주민들이 이를 받아들이면, 훨씬 더 큰 부담이 뒤따를 것이라고 경고했다.:100–101
본국에서 필요한 것은 식민지의 묵시적 복종으로 그 효력이 확립될 선례일 뿐이다. [...] 의회가 이 시도에 성공한다면, 다른 법령들은 다른 관세들을 부과할 것이며 [...] 그리하여 의회는 그들의 기쁨 외에 어떤 제한도 없이 원하는 만큼의 돈을 우리에게 부과할 것이다.
 — 편지 10
더 광범위하게 디킨슨은 의회 법률을 준수하는 데 필요한 경비가 사실상 세금이라고 주장했다. 따라서 디킨슨은 식민지에 영국군 주둔 및 보급을 요구했던 1765년 병영법을 식민지에 재정적 부담을 지운다는 점에서 세금으로 간주했다. 그는 뉴욕 의회가 이 법을 준수하지 않기로 결정한 것에 동의하지 않았지만, 디킨슨은 불준수를 의회의 정당한 권리로 보았으며, 의회가 의회를 해산하라는 징벌적 명령을 내린 것을 비난했다.
디킨슨은 식민지에서 세금을 징수할 의회의 권리를 부인하면서도, 제국 내 무역에 대한 의회의 권한은 인정했으며, 식민지의 이익이 대영제국의 이익과 일치한다고 보았다.:177–178:39:115
식민지들이 주장하는 특권 중 영국 의회가 모든 영토의 무역을 규제할 권한보다 더 의무적이고 현명하게 유지하고 방어해야 할 특권은 없다. 이 권한 없이는 우리 상업에서 얻는 이득은 영국에 손실될 것이며, 영국에 대한 우리의 의존에서 얻는 축복은 우리에게 손실될 것이며, 영국의 힘은 쇠퇴하고 영광은 사라질 것이며, 영국은 우리가 불행을 함께 겪지 않고는 고통받을 수 없다.
 — 편지 6

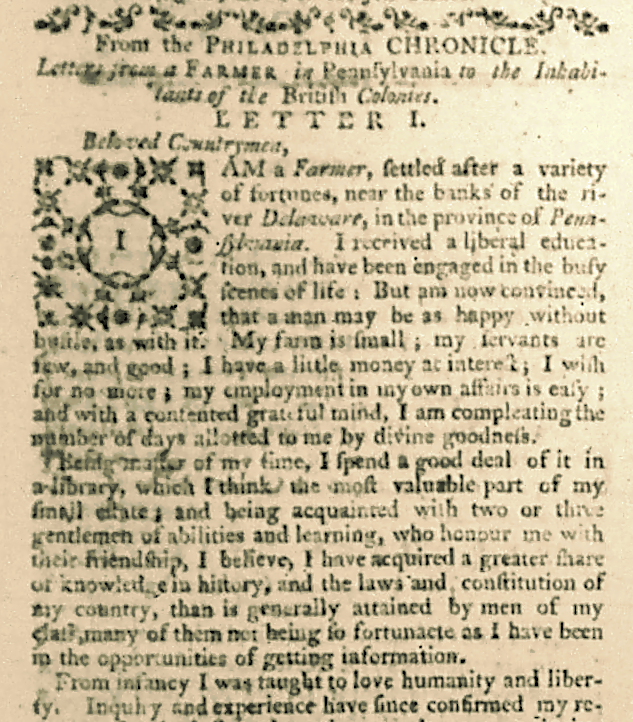
1767년 12월 21일 보스턴 가제트에 재인쇄된 첫 번째 편지.

조세 및 무역 규제 문제를 넘어, 디킨슨은 영국과 식민지 간의 광범위한 헌법적 관계에 대한 자세한 이론을 제시하지 않았다.:114–115 그러나 이 편지들은 대영제국과의 분리를 경고하고, 식민지들이 독립할 경우 비극이 닥칠 것이라고 예견했다.:71
종교, 자유, 법률, 애정, 관계, 언어, 상업으로 우리가 결합되어 있는 몸에서 찢겨져 나간 우리는 모든 정맥에서 피를 흘려야 할 것이다.
 — 편지 3
디킨슨은 편지에서 식민지와 대영제국 간의 미래 갈등 가능성을 예견했지만, 폭력 사용은 최후의 수단으로만 삼아야 한다고 경고했다.:71
결국 통치받는 자들의 자유를 말살하려는 뿌리 깊은 결심이 형성되었다는 것이 의심할 여지 없이 분명해진다면, 영국 역사는 무력 저항의 빈번한 사례를 제공한다. 미래의 어떤 경우에 그러한 저항이 정당화될지는 그 일이 발생하기 전까지는 결코 확정할 수 없다. 아마 일반적으로 말할 수 있는 것은, 사람들이 더 이상의 복종이 자신들의 행복을 파괴할 것이라고 완전히 확신할 때까지는 결코 정당화될 수 없다는 것이다.
 — 편지 3
대신 디킨슨은 식민지 주민들에게 영국 헌법 체제 내에서 해결책을 찾도록 촉구했다.:71 타운젠드 관세의 폐지를 확보하기 위해 디킨슨은 추가 청원을 권고했으며, 검소함과 현지 제조품 구매를 통해 수입을 줄임으로써 영국에 압력을 가할 것을 제안했다.
편지에 깔린 정치 철학은 종종 휘그당 전통으로 분류된다.:3–45 편지들은 휘그당 정치의 여러 중요한 주제들을 강조하는데, 여기에는 행정 권력이 자유에 가하는 위협, 상비군에 대한 경계심, 선례가 일단 확립되면 과도한 개입이 불가피하다는 점, 그리고 자유에 대한 음모의 존재에 대한 믿음이 포함된다.
디킨슨은 흔히 쓰이던 휘그당의 은유인 "노예 상태"를 사용했는데, 이는 18세기 중반 미국인들에게 "타인의 자의적 의지와 욕망에 종속된 상태"를 상징했다.:232–235 이 편지들은 휘그당 정치인인 윌리엄 피트와 찰스 프랫이 각각 인지세법과 선언법에 반대하여 의회에서 행한 연설을 인용했는데, 이는 대표 없는 과세를 노예 상태로 묘사한 것이다. 피트와 프랫의 주장을 이어받아 편지 VII은 "우리는 우리 자신이나 우리의 대표자들에 의해 주어진 동의 없이 과세된다. 그러므로 우리는 — 슬픔으로 말하건대 — 분노로 말하건대 — 노예이다"라고 결론지었다. 이러한 비교는 잉글랜드 토리당 작가인 새뮤얼 존슨이 1775년 팸플릿 《세금은 폭정이 아니다》에서 "노예를 부리는 자들 사이에서 자유를 위한 가장 큰 울부짖음이 들리는 것은 어찌 된 일인가?"라고 묻게 만들었다. 휘그당 수사학에서 노예 은유의 사용과 미국에서 동산 노예제의 존재 사이의 모순은 결국 혁명 중과 혁명 후 노예제가 점차 도전을 받게 되는 데 기여했다.

### 문학적 스타일
당시의 많은 수사학과는 대조적으로, 이 편지들은 온화한 어조로 쓰여졌다.:126:70–71:101–103 디킨슨은 동료 식민지 주민들에게 "사랑하는 부모로부터 부당한 매를 맞은 순종적인 자녀처럼 행동합시다"라고 촉구했다. 역사가 로버트 미들코프의 판단에 따르면, 디킨슨은 "헌법 문제에 관해 사람들의 마음에 정보를 주었지만, 그들의 열정은 움직이지 않았다."
디킨슨의 편지들의 스타일은 종종 토머스 페인의 상식의 스타일과 대조된다. 역사가 피에르 마람보의 견해로는, "디킨슨의 절제된 논증과 페인의 열정적인 논쟁" 사이의 대조는 두 작품이 쓰인 시기를 가르는 세월 동안 영국과 식민지 사이의 갈등 심화와 식민지 내 정치적 견해의 차이를 반영한다. A. 오언 올드리지는 디킨슨의 스타일을 영국 수필가 조지프 애디슨의 스타일과, 페인의 스타일을 조너선 스위프트의 스타일과 비교한다. 올드리지는 또한 디킨슨의 편지들이 페인의 상식보다 정부와 사회의 기본 원칙에 덜 관심이 있고, 대신 즉각적인 정치적 문제에 더 초점을 맞추는 실용적이고 덜 철학적인 강조를 지적한다. 올드리지는 시골 도서관에서 정치, 법률, 역사를 숙고하는 "농부"라는 인물을 정치 철학자 몽테스키외에 비유한다.
편지들에서 나타나는 고전주의적 주제는 종종 언급된다. 이 시대의 정치 저술에서는 흔한 일이다.:48–50 디킨슨은 플루타르코스, 타키투스, 살루스티우스와 같은 고전 작가들을 자유롭게 인용하며,:130 식민지가 직면한 상황과 고전 역사 사이의 빈번한 유사점을 그린다. 예를 들어, 두 번째 편지는 카르타고가 사르디니아에서 세수를 확보하기 위해 곡물에 수입 관세를 부과한 것을 영국이 식민지에서 세수를 올리기 위해 관세를 사용한 것에 비유한다. 열두 편의 각 편지는 스펙테이터에 실린 애디슨의 에세이처럼 독자에게 핵심 메시지를 전달하기 위한 라틴어 경구로 끝난다.:49 마지막 편지는 살루스티우스의 유구르타 전쟁에 나오는 멤미우스 연설의 일부로 끝난다.
| “ | Certe ego libertatem, quae mihi a parente meo tradita est, experiar; verum id frustra an ob rem faciam, in vestra manusitum est, quirites. "나는 내 부모로부터 물려받은 자유를 힘껏 지키려 노력할 것이지만, 그 노력이 헛될지 아니면 성공할지는 동포 여러분, 여러분에게 달려 있다." | ” |
|   | — 편지 12 |   |

겸손한 가난함과 재물에 무관심한 사람으로 묘사된 농부는 당시 많은 영국 및 식민지 독자들에게 친숙했을 고전적 암시를 불러일으켰을 것이다. 예를 들어, 킨키나투스, 베르길리우스의 게오르기카에 나오는 농부, 그리고 호라티우스의 격언인 아우레아 메디오크라티스(황금률)가 그것이다.

## 반응
《펜실베이니아의 어느 농부가 보낸 편지》는 식민지의 사상에 큰 영향을 미쳤다. 1767년 12월 2일부터 1768년 1월 27일 사이에 이 편지들은 식민지의 영어 신문 23개 중 19개에서 발행되기 시작했으며, 마지막 편지들은 1768년 2월부터 4월까지 게재되었다. 이 편지들은 이후 7개의 미국 팸플릿 판으로 출판되었다. 이 편지들은 런던, 더블린, 파리 등 유럽에서도 재판되었다. 이 편지들은 식민지에서 이전의 어떤 정치 저작물보다 더 많은 독자를 확보했을 가능성이 높으며, 1776년 페인의 상식이 출판될 때까지 그 발행 부수는 능가되지 않았다.:326
편지가 출판되기 전까지 대부분의 식민지에서는 타운젠드 법에 대한 논의가 거의 없었다. 디킨슨의 핵심 헌법 이론은 의회가 무역을 규제할 권리는 있지만 식민지에서 세수를 늘릴 권리는 없다는 것이었다.:329 디킨슨이 규제-세수 구분을 처음으로 제기한 것은 아니었다. 그는 다니엘 덜레이니가 인지세법 위기 동안 자신의 인기 있는 팸플릿 《영국 식민지 조세 부과의 적절성에 대한 고찰》에서 제시했던 주장을 바탕으로 했다.:35–36 그러나 디킨슨은 이 이론을 이전의 주장보다 더 명확하게 표현했으며,:215 이러한 헌법적 해석은 식민지 전역에 빠르게 확산되어 타운젠드 법에 대한 많은 시위의 근거가 되었다.:330 그럼에도 불구하고 디킨슨의 해석이 보편적으로 받아들여진 것은 아니었다. 당시 런던에 거주하던 벤저민 프랭클린은 규제와 세수 확보를 구분하는 실제적인 어려움에 대해 썼으며,:333:39 자신이 "중간 교리"라고 부른 주권 이론을 비판했다.:116 당시 뉴저지 왕실 총독이었던 아들 윌리엄에게 보낸 편지에서 프랭클린은 "의회가 우리를 위해 모든 법률을 만들 권한이 있거나, [...] 우리를 위해 어떤 법률도 만들 권한이 없다고 생각하며, 후자에 대한 주장이 전자보다 더 많고 중요하다고 생각한다"고 자신의 믿음을 표현했다.:39 토머스 제퍼슨은 나중에 의회의 식민지에 대한 부분적 주권 교리를 "디킨슨의 중간 집"이라고 묘사했다.:330–331 그럼에도 불구하고 프랭클린은 1768년 6월 1일 런던에서 이 편지들이 출판되도록 주선했으며, 디킨슨의 견해가 미국인들에게 널리 퍼져 있다고 영국 대중에게 알렸다.:333
편지의 광범위한 유포는 부분적으로 식민지의 휘그파 인쇄업자와 정치인들의 노력 덕분이었다. 디킨슨은 제임스 오티스에게 편지를 보냈고, 그는 이 편지들을 자유의 아들들과 연관된 보스턴 가제트에 출판하게 했다.:342–343 리처드 헨리 리 (버지니아)와 크리스토퍼 개즈던 (사우스캐롤라이나)을 포함한 식민지 전역의 정치 지도자들과의 디킨슨의 관계는 그의 편지들이 널리 출판되도록 하는 데 도움이 되었다.:347 보스턴, 필라델피아 등지의 인쇄업자들에게 편지를 인쇄하고 반박을 자제하도록 대중적인 압력도 가해졌다.:343–344
편지는 익명으로 출판되었기 때문에 1768년 5월까지는 디킨슨이 저자라는 사실이 일반적으로 알려지지 않았다.:333 매사추세츠 총독 버나드 총독은 이 편지들이 뉴욕에서 시작되었을 것이라고 개인적으로 추측했다.:333–334 식민지 장관 힐스버러 경은 벤저민 프랭클린이 편지를 저술했다고 의심했을 수 있는데, 프랭클린은 아들에게 보낸 편지에서 다음과 같이 언급했다. "힐스버러 경이 농부의 편지에 대해 내게 말하면서, 그 편지를 읽었는데 잘 쓰였고 누가 저자인지 짐작할 수 있을 것 같다고 했다. 동시에 그는 내가 저자라고 생각하는 듯 내 얼굴을 바라보았다. 그는 그 교리들을 극도로 터무니없다고 비난했다.":333–334 프랭클린은 차례로 "미스터 델런시", 아마도 다니엘 덜레이니를 지칭하는 것일 수 있는 인물이 저자일 것이라고 추측했다.:333–334 저자의 초기 익명성으로 인해 "농부"라는 인물은 디킨슨과는 별개로 지속적인 명성을 얻었다.:333 "농부"는 새뮤얼 애덤스의 제안으로 보스턴 시가 작성한 찬가와 같이 식민지 전역에서 수많은 공식적인 찬사를 받았으며,:327 때로는 윌리엄 피트나 존 윌크스와 같은 휘그당 영웅들과 비교되기도 했다.:327 이 편지들은 식민지에서 제한적인 비판적 반응을 불러일으켰는데, 예를 들어 펜실베이니아 의회 의장인 조지프 갤러웨이가 조직한 일련의 풍자 기사들이 원본 편지와 마찬가지로 펜실베이니아 크로니클에 실렸다.:328 편지에 대한 반응은 영국에서 실질적으로 비판적이었으며,:345–346 그랜빌 샤프와 제임스 버그와 같이 호의적인 견해는 거의 없었다. 영국의 토리당 신문들은 디킨슨의 헌법적 주장을 반박하며 식민지 주민들이 의회에 실질적으로 대표되었으며 제국 내 의회 주권은 불가분하다는 점을 강조했다. 이러한 반박은 식민지에서 널리 유포되지 않았다.:345 영국 휘그당 신문들의 편지에 대한 찬사는 식민지에서 더 널리 재인쇄되어 식민지에서 영국 반응에 대한 왜곡된 인상을 주었다.:328,345–346
여러 식민지 총독들은 편지가 그들의 식민지 정치 의견에 미친 깊은 영향을 인정했다. 조지아 총독 제임스 라이트는 식민지 장관 힐스버러 경에게 다음과 같이 썼다. "농부 씨는 파벌과 선동의 씨앗을 풍성하게 뿌렸다고 생각하며, 죄송스럽게도 총독님, 그 씨앗들이 매우 비옥한 토양에 뿌려졌고 잘 알려진 저자는 미국에서 숭배받고 있다고 말할 충분한 이유가 있습니다.":348–349 규제와 세수 확보 사이의 구분에 대한 디킨슨의 핵심 헌법적 주장은 식민지 전역의 휘그당원들에 의해 채택되었으며, 1768년 제임스 오티스와 새뮤얼 애덤스가 작성한 매사추세츠 회람 서한과 같은 타운젠드 법에 대한 후속 항의의 공식화에 영향을 미쳤다.:329–330 식민지 견해의 발전은 1770년대 중반까지 빠르게 진행되어, 의회와 식민지 사이의 관계에 대한 디킨슨의 견해가 보수적으로 여겨지고 심지어 식민지의 일부 토리당 지도자들에 의해 옹호되기도 했다.:226 주권에 대한 디킨슨의 견해는 1774년 제1차 대륙회의에 의해 채택되었다.:225 1778년, 미국 독립 전쟁에서 영국이 심각한 좌절을 겪은 후, 영국 정부의 칼라일 위원회는 디킨슨의 편지들이 제시한 것과 유사한 주권 분할을 기반으로 미국인들과 화해를 시도했다.:227 그러나 이 시점에는 미국 독립선언이 서명되고 연합규약이 작성된 후였기 때문에, 대영 제국 내에서 주권 분할이라는 이러한 타협적 입장은 더 이상 실현 가능하지 않았다.:227–228
"농부"라는 인물은 "미국적 도덕적 미덕"의 상징으로서 지속적인 유산을 남겼다. 이후 반연방주의자 팸플릿인 《Federal Farmer》, 크레베쾨르의 《Letters from an American Farmer》, 조지프 갤러웨이의 《체스터 카운티 농부》와 같은 작품들이 유사한 인물의 목소리로 쓰여졌다.:337